# Magdalenasaura leurosquama
Magdalenasaura leurosquama — вид ящірок родини гімнофтальмових (Gymnophthalmidae). Ендемік Колумбії.

## Поширення
Magdalenasaura leurosquama мешкають в департаменті Антіокія на східних схилах північної частини хребта Кордильєра-Сентраль, в басейні річки Магдалена.